# Dorylus rufescens
Dorylus rufescens is een mierensoort uit de onderfamilie van de Dorylinae. De wetenschappelijke naam van de soort is voor het eerst geldig gepubliceerd in 1915 door Santschi.